# Arthur von Oettingen
Arthur Joachim von Oettingen, född den 28 mars 1836 i Dorpat, guvernementet Livland, död den 5 september 1920 i Leipzig, var en balttysk fysiker och musikteoretiker. Han var bror till Georg och Alexander von Oettingen samt farbror till Wolfgang von Oettingen. 
Efter att i Dorpat, Paris och Berlin ha studerat fysik, astronomi och fysiologi var von Oettingen 1866–93 professor i fysik vid Dorpats kejserliga universitet. Där inrättade han ett meteorologiskt observatorium, och var från 1894 honorarie professor i meteorologi och fysik vid Leipzigs universitet. 
Förutom fysiska och meteorologiska avhandlingar utarbetade von Oettingen till stor del det tredje och hela fjärde bandet av Johann Christian Poggendorffs Biographisch-literarisches Handwörterbuch zur Geschichte der exacten Wissenschaften (1904). Han skrev även många monografier i den av honom redigerade samlingen Klassiker der exacten Wissenschaften.
Vidare författade von Oettingen ett musikteoretiskt verk, Harmoniesystem in dualer Entwickelung (1866; ny upplaga 1913), i vilket han försökte förena Moritz Hauptmanns spekulativa och Hermann von Helmholtz naturvetenskapliga riktning, men även uppställa teorin om en dualism i den harmoniska uppfattningen av dur och moll som polariska motsatser, en åsikt, som vann både anhängare (Hugo Riemann) och motståndare (Otakar Hostinský) utan att den kunde sägas ha erhållit fullt vetenskapligt och ännu mindre praktiskt avgörande.